# Śmierć na Nilu (film 1978)
Śmierć na Nilu (ang. Death on the Nile) – brytyjski film kryminalny z 1978 roku w reżyserii Johna Guillermina. Ekranizacja powieści pod tym samym tytułem autorstwa Agathy Christie.

## Fabuła
Herkules Poirot, światowej sławy detektyw podróżuje statkiem po Nilu. Pewnego dnia na statku zostaje popełnione morderstwo. Herkules od razu zabiera się do tej zagadki. Odkrywa, że praktycznie każdy pasażer miał motyw, jak i stosowną okazję do popełnienia zbrodni. Mnożą się fałszywe tropy, padają oskarżenia. Na domiar złego dochodzi do kolejnych morderstw...

## Obsada
- Peter Ustinov – Herkules Poirot
- Jane Birkin – Louise Bourget
- Lois Chiles – Linnet Ridgeway
- Bette Davis – Marie Van Schuyler
- Mia Farrow – Jacqueline De Bellefort
- Jon Finch – James Ferguson
- Olivia Hussey – Rosalie Otterbourne
- I.S. Johar – zarządzający na statku „Karnak”
- George Kennedy – Andrew Pennington
- Angela Lansbury – Salome Otterbourne
- Simon MacCorkindale - Simon Doyle
- David Niven – pułkownik Johnny Race
- Maggie Smith – panna Bowers
- Jack Warden – doktor Ludwig Bessner
- Harry Andrews – Barnstaple
- Sam Wanamaker – Rockford

## Produkcja
Zdjęcia kręcono w Anglii i w Egipcie w następujących lokacjach:
- Compton Wynyates w hrabstwie Warwickshire – wiejska posiadłość Linnet Ridgeway;
- Sfinks i piramidy w Gizie;
- Asuan – hotel i miejsce początku rejsu po Nilu;
- Karnak (Luksor) i Abu Simbel[1].